# Farstanäset
Farstanäset est un quartier du district de Farsta à Stockholm en Suède.

## Description
Farstanäset est un quartier de Söderort. 
Il est inhabité. 
Il a une frontière lacustre par le lac Magelungen avec les quartiers de Fagersjö et Farsta Strand, au sud, il borde les quartiers de Mellansjö et Svartvik dans la commune d'Huddinge.

## Nature et loisirs
Farstanäset est une péninsule vallonnée d'environ 1 500 mètres de long  et d'une largeur maximale de 470 mètres.
On peut y voir, entre autres, des cerfs, des renards, des blaireaux, des martres et des hermines. 
Quelques vieux chênes se dressent autour de l'ancienne grange à foin.
À la fin des années 1930, la ville de Stockholm a aménagé un terrain et installé des tentes pour les vacances des Stockholmois. 
Les résidents d'été ont également reçu des planches en isorel avec lesquelles ils ont construit de petits chalets d'été temporaires peints en vert qui étaient démontés après la saison estivale. 
Au fil du temps, les chalets sont devenues permanents, quelques maisonnettes d'origine subsistent encore et constituent aujourd'hui un vestige  important des vacances du passé.

## Transports
Farstanäset dispose d'une liaison terrestre directe pour la circulation automobile par la commune d'Huddinge. 
Du côté de Farsta se trouve un pont de 200 mètres de long pour la circulation des piétons et des cyclistes, le Farstanäsbron (sv), anciennement appelé « Pont militaire ».

## Galerie

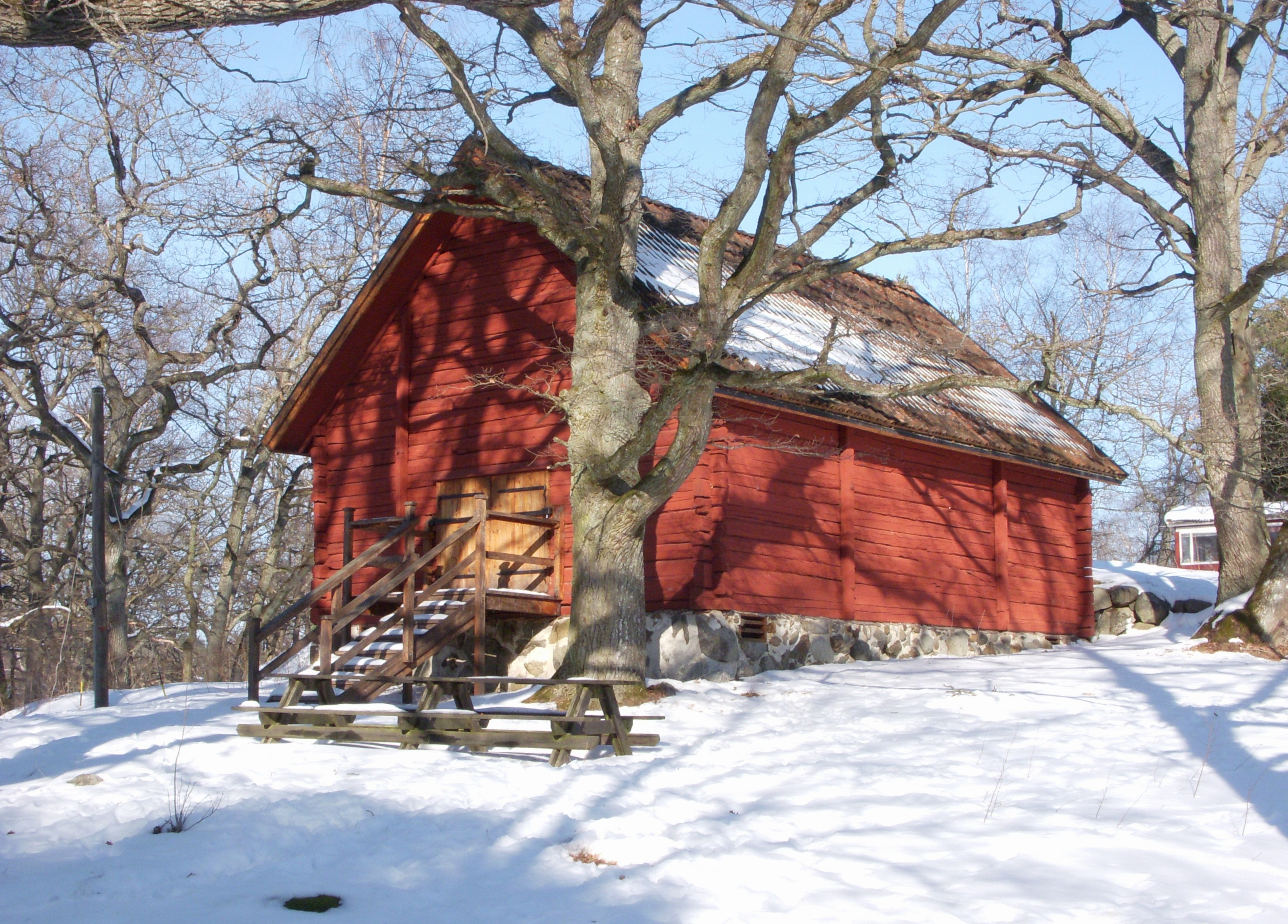
Grange à foin du XVIIIème siècle.
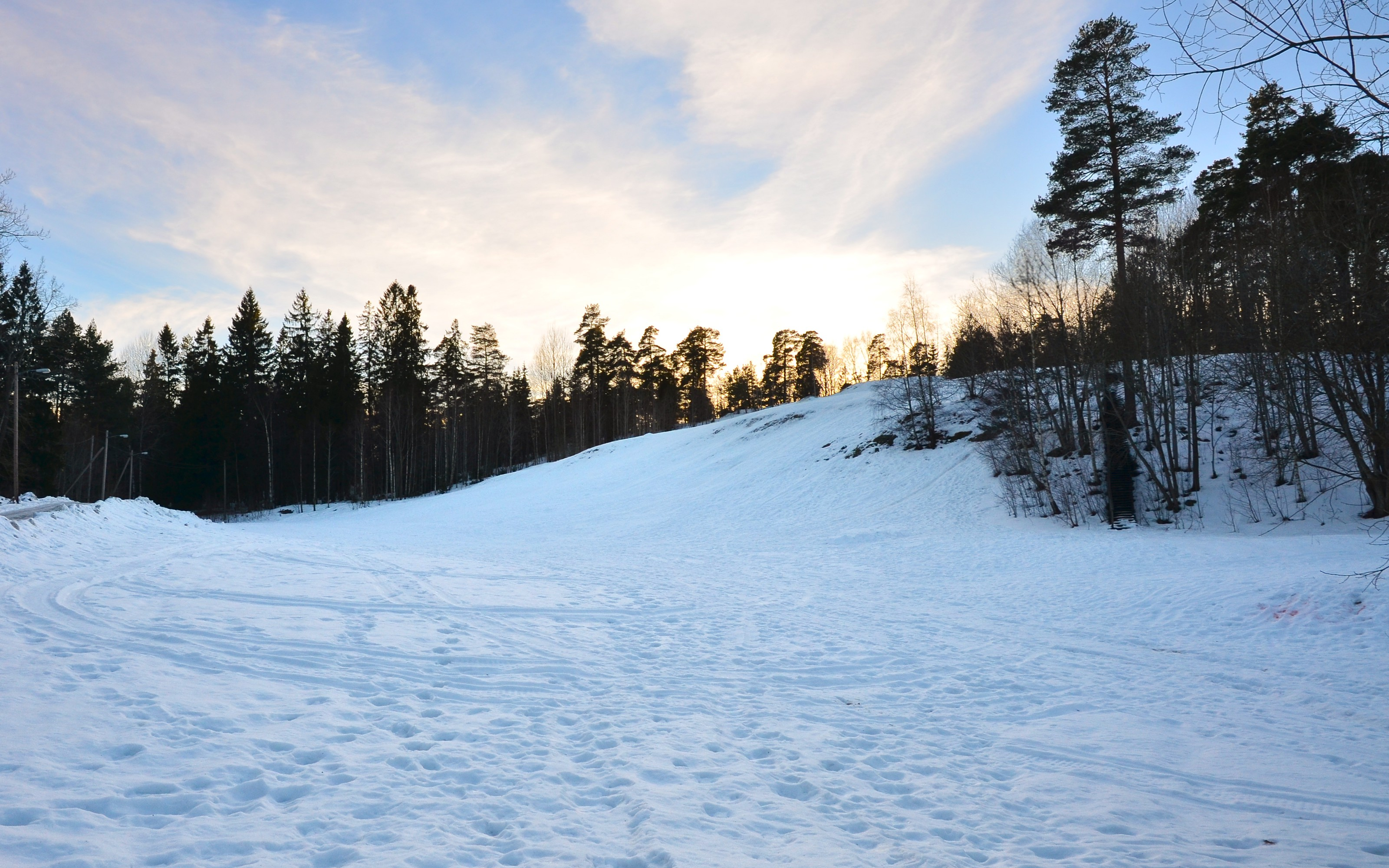
Skidbacken
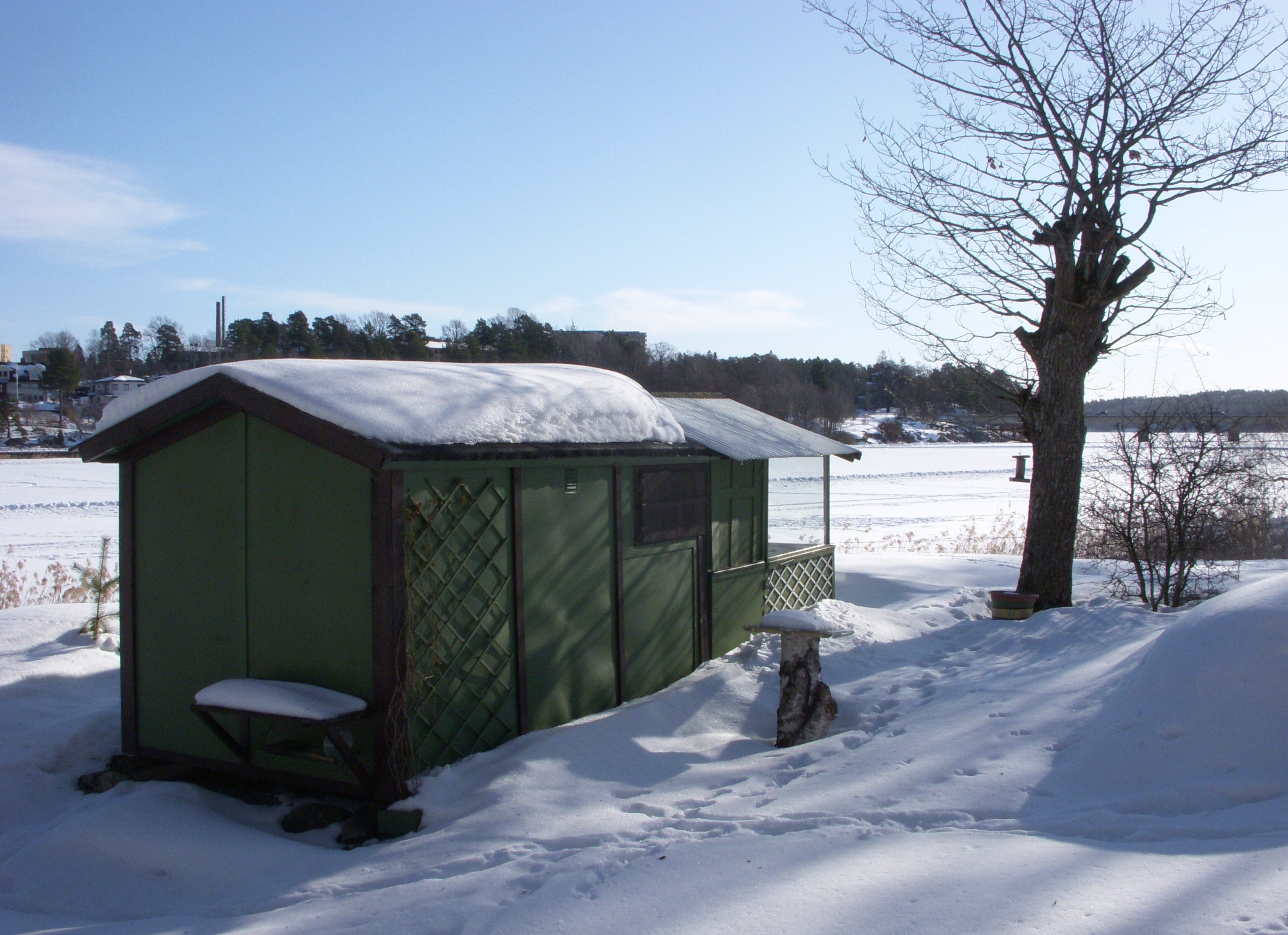
Cabane en isorel.
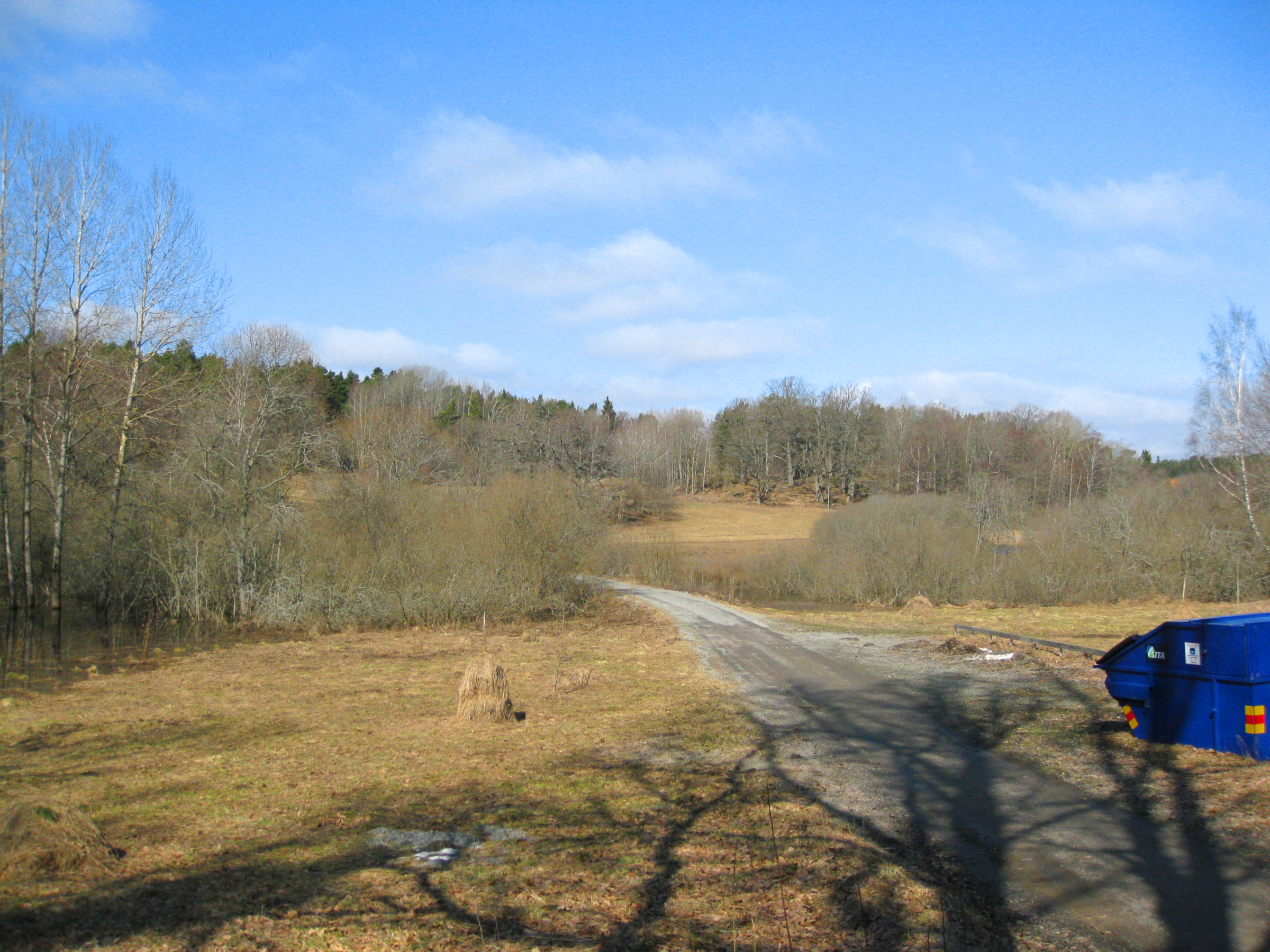
Partie la plus étroite de l'isthme.